# Sykur
Sykur ist eine isländische Band.
Stefán Finnbogason war vorher Mitglied der Band Underdrive, einer Overdrive-Tribute-Band.

## Bandmitglieder
- Kristján Eldjárn
- Halldór Eldjárn
- Stefán Finnbogason
- Agnes Björt Andradóttir

## Diskografie

### Alben
- 2009: Frábært eða frábært
- 2011: Mesópótamía

### Singles
- 2009: Viltu Dick?
- 2011: Shed Those Tears
- 2011: Reykjavík
- 2012: Curling